# Philippe Clerc
Philippe Clerc (ur. 24 grudnia 1946 w Port-Valais) – szwajcarski lekkoatleta, sprinter, mistrz Europy. 
Największy sukces Clerc odniósł na mistrzostwach Europy w 1969, gdzie zajął 1. miejsce w biegu na 200 metrów oraz 3. miejsce w biegu na 100 metrów. Na kolejnych mistrzostwach Europy w 1971 zajął 5. miejsce w biegu na 200 m. Startował w Igrzyskach Olimpijskich w 1972 w Monachium; odpadł w ćwierćfinałach biegów na 100 m i 200 m. 
Jego żoną była brytyjska sprinterka Janet Simpson.
Dziewięć razy zdobył mistrzostwo Szwajcarii:
- 100 m - 1968, 1969, 1970, 1971, 1972
- 200 m - 1966, 1970, 1971, 1972

## Rekordy życiowe
- Bieg na 100 metrów - 10,2 sek (1969)
- Bieg na 200 metrów - 20,3 sek (1969)